# Stella del mattino (Wu Ming)
Stella del mattino è un romanzo del 2008 scritto da Wu Ming 4, uno dei membri fondatori del collettivo di scrittori Wu Ming.

## Trama
Stella del mattino è ambientato a Oxford, nell'universo dorato ed ovattato dei college e dei musei, nel 1919, all'indomani della fine della prima guerra mondiale. Narra le vicende di tre giovani studiosi, dal futuro luminoso nell'olimpo della letteratura, J. R. R. Tolkien, Robert Graves e C. S. Lewis, ma per il momento solamente tre ragazzi poco più che ventenni ma già segnati indelebilmente dalla tragica esperienza, vissuta da tutti e tre, della guerra di trincea, che fanno i conti con il retaggio di un'esperienza tragica che non sono ancora riusciti ad elaborare.
Si intreccia con il racconto principale la narrazione delle epiche avventure di Thomas Edward Lawrence, noto anche come Lawrence d'Arabia, piombato a Oxford per scrivere un libro sulla sua esperienza alla guida della rivolta araba contro la dominazione ottomana. L'arrivo di Lawrence avrà un impatto molto forte, direttamente o indirettamente, sulla vita dei tre ragazzi, che usciranno profondamente segnati e cambiati dall'incontro con un personaggio dal carattere e dalla personalità così forte e controverso.

## Personaggi
- T. E. Lawrence: noto anche come Lawrence d'Arabia, il colonnello Lawrence, Urens, è il personaggio attorno al quale ruota tutta la narrazione. Dopo aver guidato gli Arabi all'insurrezione contro i Turchi e il successivo tradimento da parte di Inghilterra e Francia degli accordi da lui presi con il principe Feisal abbandona la causa, deluso e attanagliato dai sensi di colpa, verso chi ha creduto in lui nella sfera pubblica ma anche verso il suo amore segreto.
- Robert Graves: uno dei più importanti "war poet", cerca disperatamente di affrancare la sua opera dallo spettro delle trincee. Stringerà un'amicizia fortissima con Lawrence, dal quale carpirà il desiderio di libertà e di affrancamento dai vincoli della società moderna.
- J. R. R. Tolkien: il futuro autore della saga de Il Signore degli Anelli, tormentato dal ricordo di due suoi amici fraterni caduti in guerra, troverà la pace e l'evasione dai suoi traumi tramite la scrittura.
- C. S. Lewis: futuro autore de Le cronache di Narnia, vive una doppia vita in seguito ad un giuramento fatto sul campo di battaglia, è il più diffidente nei confronti di Lawrence.

Personaggi di contorno sono altri nomi celebri, come Winston Churchill e l'archeologo D.G. Hogarth, ma anche le mogli di Tolkien e Graves.

## Edizioni
- Wu Ming 4, Stella del mattino, Einaudi, Torino 2008, ISBN 978-88-0618-694-4.
- Wu Ming 4, Estrella del alba, Acuarela & A. Machado, Madrid 2012, ISBN 978-88-0623-368-6.
- Wu Ming 4, Etoile du matin, Métailié, Parigi 2012, ISBN 978-2-8642-4892-7.
- Wu Ming 4, Stella del mattino, Einaudi Super ET, Torino 2017, ISBN 978-88-0623-368-6.
- Wu Ming 4, Lucero del alba, FCE, Città del Messico 2022, ISBN 978-60-7167-549-1.